# Psolidae
De Psolidae zijn een familie van zeekomkommers uit de orde Dendrochirotida.

## Geslachten
- Ceto Gistel, 1848
- Ekkentropelma Pawson, 1971
- Lissothuria Verrill, 1867
- Neopsolidium Pawson, 1964
- Psolidium Ludwig, 1887
- Psolus Oken, 1815